# Antillotyphlops monensis
Antillotyphlops monensis — вид змій родини сліпунів (Typhlopidae). Ендемік Пуерто-Рико.

## Поширення і екологія
Antillotyphlops monensis є ендеміками острова Мона. Вони живуть в прибережних лісах та на казуаринових плантаціях. Зустрічаються на висоті до 80 м над рівнем моря.